# Parafia św. Franciszka Ksawerego w Grodnie
Parafia św. Franciszka Ksawerego w Grodnie – rzymskokatolicka parafia znajdująca się w Grodnie, w diecezji grodzieńskiej, w dekanacie Grodno-Wschód, na Białorusi. Parafia katedralna tej diecezji.
Parafia posiada również kaplicę na cmentarzu farnym.

## Historia
Parafia nosiła dawniej wezwanie Wniebowzięcia Najświętszej Marii Panny. Leżała w diecezji wileńskiej w dekanacie grodzieńskim. Kościołem parafialnym początkowo był kościół Najświętszej Maryi Panny w Grodnie. Po jego pożarze w 1782 kościołem parafialnym został pojezuicki kościół św. Franciszka Ksawerego, który tę funkcję pełni do dziś. Parafia przyjęła wezwanie od patrona nowej świątyni parafialnej.
W 1960 komunistyczne władze miejskie nakazały opuścić parafię jej proboszczowi ks. Kazimierzowi Szaniawskiemu i zamknęły kościół. Świątynia nie została wykorzystana w celach świeckich. W każdą niedzielę gromadzili się w niej wierni, stawiając na ołtarzu kielich, mszał oraz kładąc ornat i odprawiali nabożeństwa bez udziału kapłana. W 1961 na rozkaz miejscowych władz komunistycznych wysadzono w powietrze zabytkowy kościół Najświętszej Maryi Panny.
W 1987 władze zezwoliły na odprawianie mszy świętych 5 razy w roku. W 1988 ks. Tadeusz Kondrusiewicz został mianowany pierwszym proboszczem parafii św. Franciszka Ksawerego w Grodnie od 1960. W wyniku przemian ustrojowych parafia może działać normalnie. 13 kwietnia 1991 erygowano diecezję grodzieńską, a parafia św. Franciszka Ksawerego została parafią katedralną.

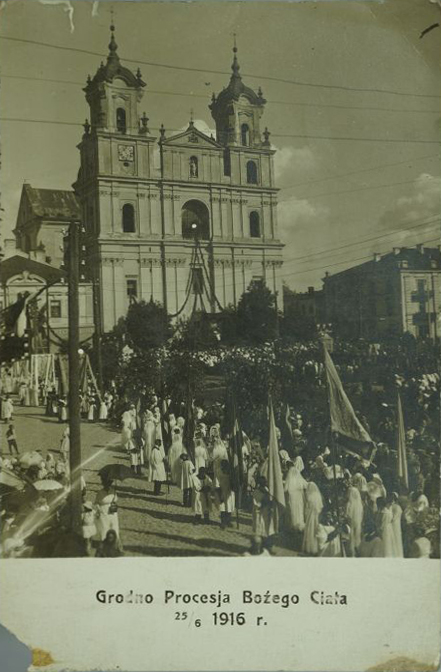
Procesja Bożego Ciała 25 czerwca 1916 roku

## Proboszczowie
- Franciszek Dołmat Isajkowski (1633-1643)
- Kazimierz Szaniawski (-1960)
- Tadeusz Kondrusiewicz (1988-1989)
- Józef Trubowicz (1992-1999)[1]
- Jan Kuczyński (2004-)[2]